# Sveinbjörn Ingimundarson
Sveinbjörn Ingimundarson (ur. w 1901) – islandzki lekkoatleta specjalizujący się w skoku w dal, trójskoku oraz biegach.
Dziewięciokrotny mistrz kraju:
- 1927 – skok w dal, trójskok
- 1928 – bieg na 100 metrów, bieg na 200 metrów, bieg na 400 metrów, bieg na 800 metrów, skok w dal, trójskok
- 1930 – skok w dal

## Literatura dodatkowa
- Sveinbjörn Ingimundarson. Um íþróttaferil þessa merka íþróttamanns. „Alþýðublaðið”. 151/1939, s. 2, 1939-07-05. OCLC 474592169. (isl.).